# 마리아 아나 폰 외스터라이히 여대공 (1718년)
오스트리아의 마리아 아나(독일어: Maria Anna von Österreich, 1718년 9월 18일 ~ 1744년 12월 16일)는 오스트리아의 여대공으로 카를 6세와 그의 아내 엘리자베트 크리스티네 사이에서 태어난 1남 3녀 중 둘째딸이다.

## 생애
마리아 아나의 형제들 가운데 오빠 레오폴트 요한과 여동생 마리아 아말리아는 어려서 죽었고 마리아 아나와 언니 마리아 테레지아만이 유년기를 무사히 넘겼다. 마리아 아나는 형부 프란츠 슈테판의 동생이자 자신에게는 사돈이 되는 로트링겐 공자 카를 알렉산더와 결혼했다. 1744년 두 사람은 네덜란드 총독으로 브뤼셀에 부임했지만 임신 중이던 마리아 아나는 카를 알렉산더가 프러시아와의 전쟁에 참전한 사이 아이를 사산하고 사망했다.